# K3/4次列車
K3/4次列車（中国語: K3/4次列车）とは、中華人民共和国の首都北京とロシア連邦の首都モスクワをモンゴル国の首都ウランバートル経由で結ぶ、中国鉄路総公司北京鉄路局が運行する優等列車である。モンゴル国内では003/004列車と称される，ロシア国内では003З/004З列車と称される。

## 概要
K3/4次列車では、ドイツ製の中国国鉄18系客車及び中国国鉄19系客車が使用されている。その走行距離は7,819kmに及び、経路はほぼユーラシア大陸を横断し、豊沙線、京包線、集二線、モンゴル縦貫鉄道、シベリア鉄道を通り、中国、モンゴル、ロシアの三箇国に跨っている。そのためK3/4次列車は、中国国鉄が運行する旅客列車の中では最長距離列車となる。
北京発モスクワ行きの列車は、毎週水曜日朝に北京駅を発車し、所要時間は131時間31分（6日7時間36分）で翌週月曜日の昼にモスクワのヤロスラフスキー駅に到着する。列車番号は中国国内ではK3次、モンゴル国内では003である、ロシア国内では003Зである。モスクワ発北京行きの列車は、毎週火曜日夜にモスクワのヤロスラフスキー駅を発車し、所要時間は129時間50分（7日6時間55分）で翌週月曜日の昼に北京駅に到着する。列車番号はロシア国内では004З、モンゴル国内では004である、中国国内ではK4次である。
K3/4次列車が運行を開始した1960年から2020年までの60年間に、K3/4次列車の総走行距離は地球1200周分に相当する5000万kmに及び、今までに輸送した旅客は100箇国、200万人を超える。そのためK3/4次列車は中華第一車（中华第一车）とも称されている。

## 歴史

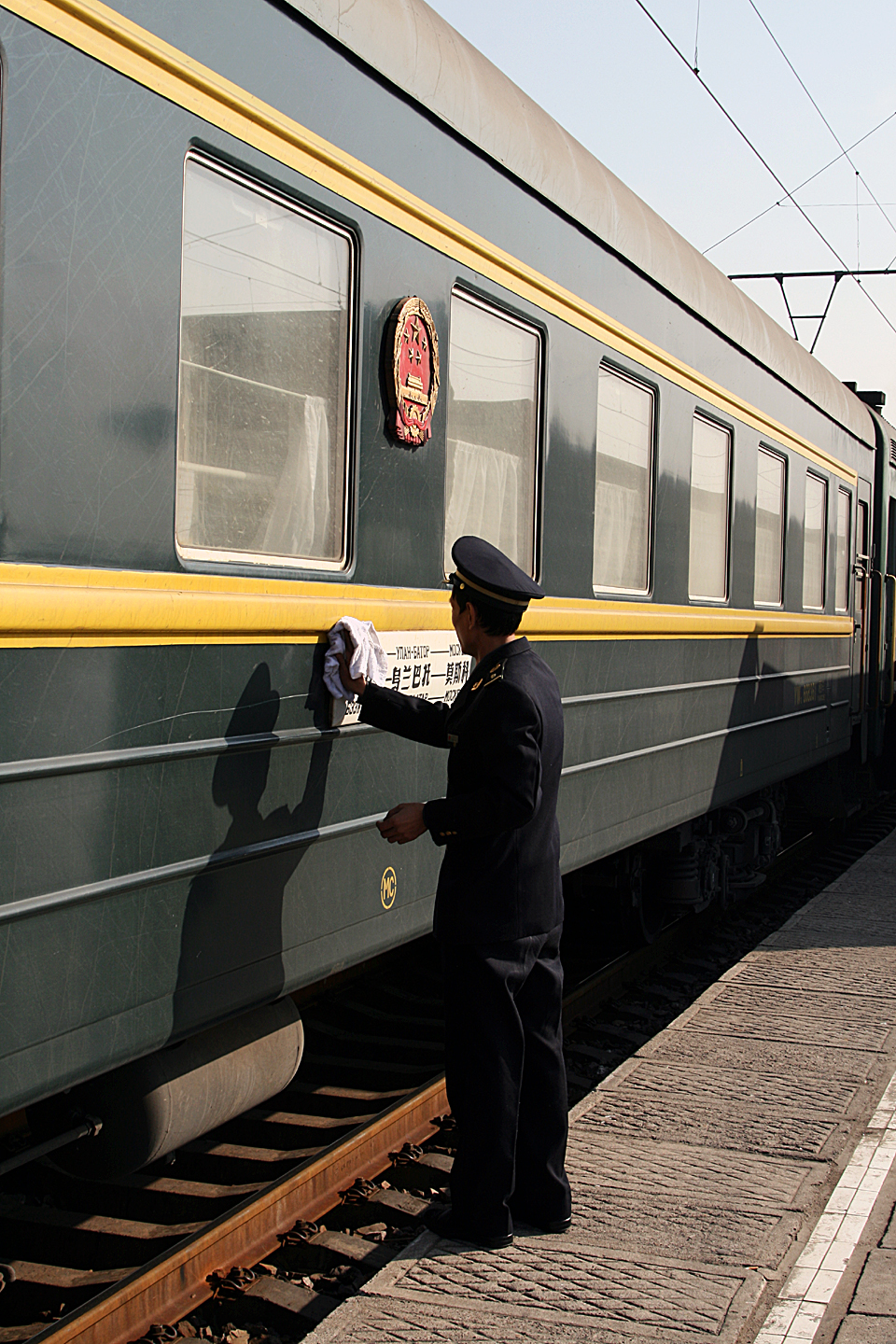
張家口南駅で客車の点検をする中国国鉄の乗務員

1958年7月28日、鉄道国際協力機構による国際連絡旅客列車時刻表会議がポーランドのワルシャワで開かれた。この会議で、北京～モスクワ間をモンゴル経由で結ぶ直通旅客列車を1959年夏季から毎週1往復運行することが決定された。1959年4月8日、中蒙ソ鉄道代表会議がソ連のイルクーツクで開かれ、北京～ウランバートル～モスクワ間の国際旅客列車の運行開始について議定書が交わされ、1959年6月1日以降に運行を開始することが決定した。
1959年6月4日、北京～ウランバートル～モスクワ間の国際旅客列車が正式に運行を開始した。列車番号は3/4次で、集寧駅で台車の交換を行った。運行開始当初、3/4次列車はソ連国鉄が運行を担当していたが、翌1960年5月24日に、3/4次列車は中国国鉄の担当に変わった。そのため、5月31日に中国担当の第一列車がモスクワのヤロスラフスキー駅に到着した際には、ホームで交通大臣をはじめとしたソ連の政府高官が列車を出迎えた。
この頃の3/4次列車の主要な乗客層は、出張する各国の政府関係者や代表団など、閣僚クラスの高級幹部がほとんどで、3/4次列車に使われる車輛は車庫に入っている間も中国公安によって厳重に守られていた。そのため、3/4次列車は一般庶民にとっては謎多き列車であり、“神秘的東方列車”（神秘的东方列车）と呼ばれていた。
3/4次列車は、1960年代から1980年代の中ソ対立の時代になっても運休することはなかった。しかし、中国駐在のソ連外交官が列車内で拘束されるなど、双方の間で度々トラブルが発生した。1963年9月7日、モスクワ行き3次列車がソ連の国境駅であるナウシキ駅に到着した際、ソ連の入国審査官と税関職員は中国人の乗務員と乗客にのみ理不尽な検査を行った。これに対して中国鉄道部は3回にわたってソ連国鉄に対して抗議し、事件の再発防止を強く要求した。9月16日には、国務院総理の周恩来と外交部長（外務大臣）の陳毅が北京の人民大会堂で被害を受けた列車乗務員と会談し、二人はソ連側の行動について強く非難した。更に1965年10月12日には、これまでソ連、モンゴルと同じ1,520mm軌間であった集二線の軌間が1,435mmに改軌され、台車交換駅が中蒙国境駅であるエレンホト駅に変更された。
また、この頃の中国では文化大革命が行われており、列車乗務員は外国人の乗客と会話を交わすことや、出国時に人民日報やその他の新聞や雑誌を携帯することは許可されていなかった。また、乗務員達は政治的な問題を起こす事を恐れていて、乗客に写真を撮られることを好まず、列車が駅に着いた時も乗客が不用意に写真撮影を行わないよう監視した。
1991年のソビエト連邦の崩壊後、中露関係は改善し、両国間を行き来する人も増えた。この時期の主要な乗客は、ロシアで商売をしようとする中国人商人たちで、客車内はまるで物資を運ぶトラックのごとく荷物で溢れかえっていた。2000年10月21日、中国国鉄は第三次大提速（ダイヤ改正）を行い、3/4次列車の中国国内区間での列車番号が現行のK3/4次列車に変更された。
2000年代以降、K3/4次列車の乗客は主にモスクワから北京を目指す欧米からの旅行者で、繁忙期には切符の入手が困難となる。

## 列車編成

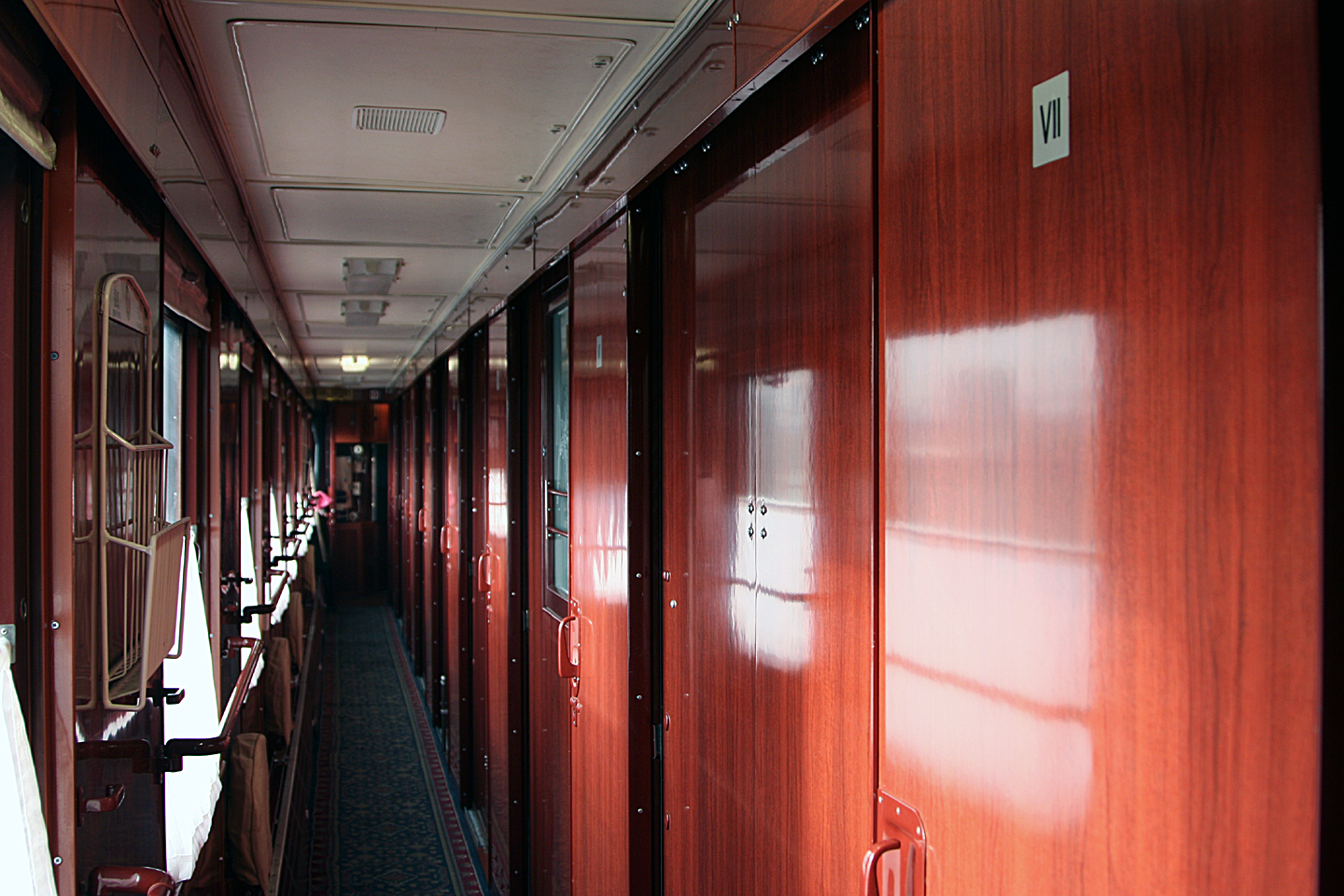
高級軟臥車の通路

K3/4次列車で現在使われている18系客車及び19系客車は1995年にドイツ・ワゴンバウ社（Deutsche Waggonbau AG、通称DWA）のアーメンドルフ工場で製作された。車体の色は従来の緑皮車塗装で、空調は付いていない。そのため暖房設備は石炭ストーブで賄われているが、これはモンゴルやシベリアなどの寒冷地域を通るためで、冬期に－30℃から－50℃まで下がるモンゴルやシベリアでは、電気暖房であると故障するおそれがあり、石炭ストーブの方が信頼性が高いとされているためである。もっとも、21世紀現在の国際列車において空調が付いていないケースは極めてまれであろう。主に寒冷地域を通るK3/4次列車では、一年のうち8箇月は暖房を使用している。そのため運行中に大量の石炭を消費し、北京～モスクワ間の1往復で平均5～6トンの石炭を消費している。
2012年、中国鉄路総公司は空調、シャワー室などを装備した新型車輛の導入を検討し、試運転を行ったが、（2015年11月）現在も新型車輛への置き換えは行われていない。
K3/4次列車の編成は中国国内では13輛編成で、そのうち硬臥車（2等寝台車）9輛、高級軟臥車（特等寝台車）2輛、食堂車、荷物車が各1輛である。そのうち硬臥車3輛と食堂車は北京～エレンホト間の中国国内区間のみの運用である。K3/4次列車の食堂車は国が変わる度に担当が変わり、入国時に連結され、出国前に切り離される。この他にモンゴル、ロシア国内でもそれぞれの国内区間用の硬臥車3輛が連結される。
中国国内の軌間は1,435mmだが、モンゴル、ロシア国内の軌間は1,520mmであるため、K3/4次列車は北京行きモスクワ行き共にエレンホト駅で台車の交換が行われる。そのためエレンホト駅では2時間以上停車することになるが、その間乗客は駅舎の待合室に移動するか、車内で待機を余儀なくされる。

### 牽引機
| 運行区間                 | 北京↔集寧南                            | 集寧南↔エレンホト                      | エレンホト↔ザミンウード             | ザミンウード↔（ウランバートル）↔スフバートル  | スフバートル↔ナウシキ          |
| 機関車 所属 機関士交代駅 | HXD3C型 北京鉄路局北京機務段 北京/集寧 | 東風4D型 フフホト鉄路局集寧機務段 集寧 | CKD4B型 モンゴル鉄道 モンゴル機関士 | 2M62MM型 2TE116型 モンゴル鉄道 モンゴル機関士 | TEM2型 ロシア鉄道 ロシア機関士 |

| 運行区間                 | ナウシキ↔ウランウデ              | ウランウデ↔（ジマ）↔マリインスク            | マリインスク↔（バラビンスク）↔バレジノ | バレジノ↔ウラジーミル                  | ウラジーミル↔モスクワ                 |
| 機関車 所属 機関士交代駅 | 2TE10M型 ロシア鉄道 ロシア機関士 | EP1型あるいはEP1P型 ロシア鉄道 ロシア機関士 | EP2K型 ロシア鉄道 ロシア機関士         | ChS4T型 EP1M型 ロシア鉄道 ロシア機関士 | ChS7型 EP2K型 ロシア鉄道 ロシア機関士 |

### 客車
増結車と12号車は連結しない日もある。
| 運行区間   | 北京↔エレンホト | 北京↔エレンホト           | 北京↔エレンホト           | 北京↔モスクワ | 北京↔モスクワ             | 北京↔モスクワ                  | 北京↔モスクワ             | 北京↔モスクワ |
| 号車番号   | なし            | 0                         | 増1-増2                   | なし          | 5-6                       | 9-10                           | 11,13-15                  |               |
| 車輛の種類 | CA18 食堂車     | YW18 硬臥車 （2等寝台車） | YW18 硬臥車 （2等寝台車） | XL18 荷物車   | YW18 硬臥車 （2等寝台車） | RW19 高級軟臥車 （特等寝台車） | YW18 硬臥車 （2等寝台車） |               |

| 運行区間   | ザミンウード↔スフバートル | ザミンウード↔スフバートル     | ナウシキ↔モスクワ | ナウシキ↔モスクワ            |
| 号車番号   | なし                      | 0                             | なし              | 18 (K3), 3 (K4)              |
| 車輛の種類 | MECT 食堂車               | MECT-18 硬臥車 （特等寝台車） | MECT 食堂車       | MECT-36 硬臥車 （2等寝台車） |

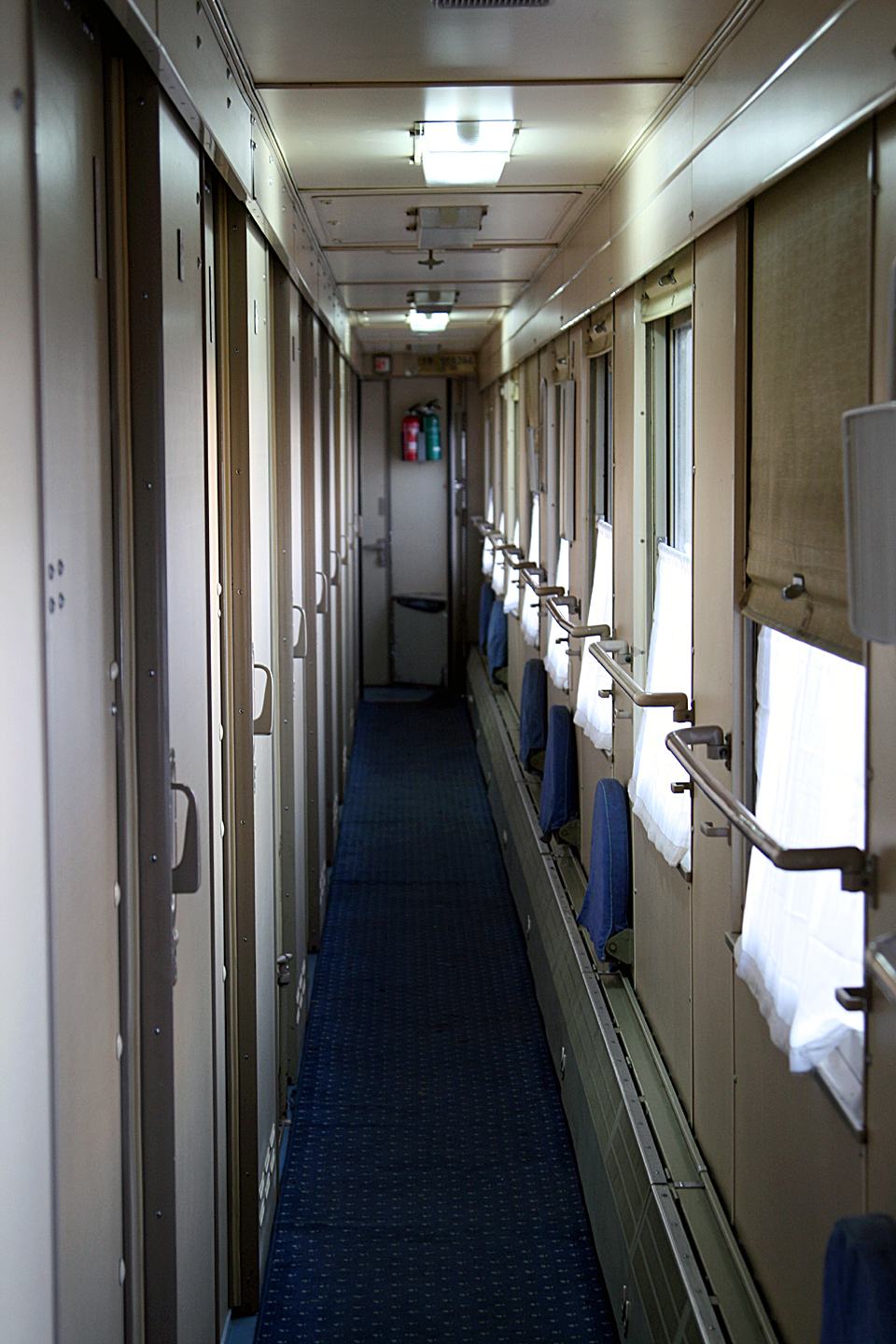
硬臥車の通路
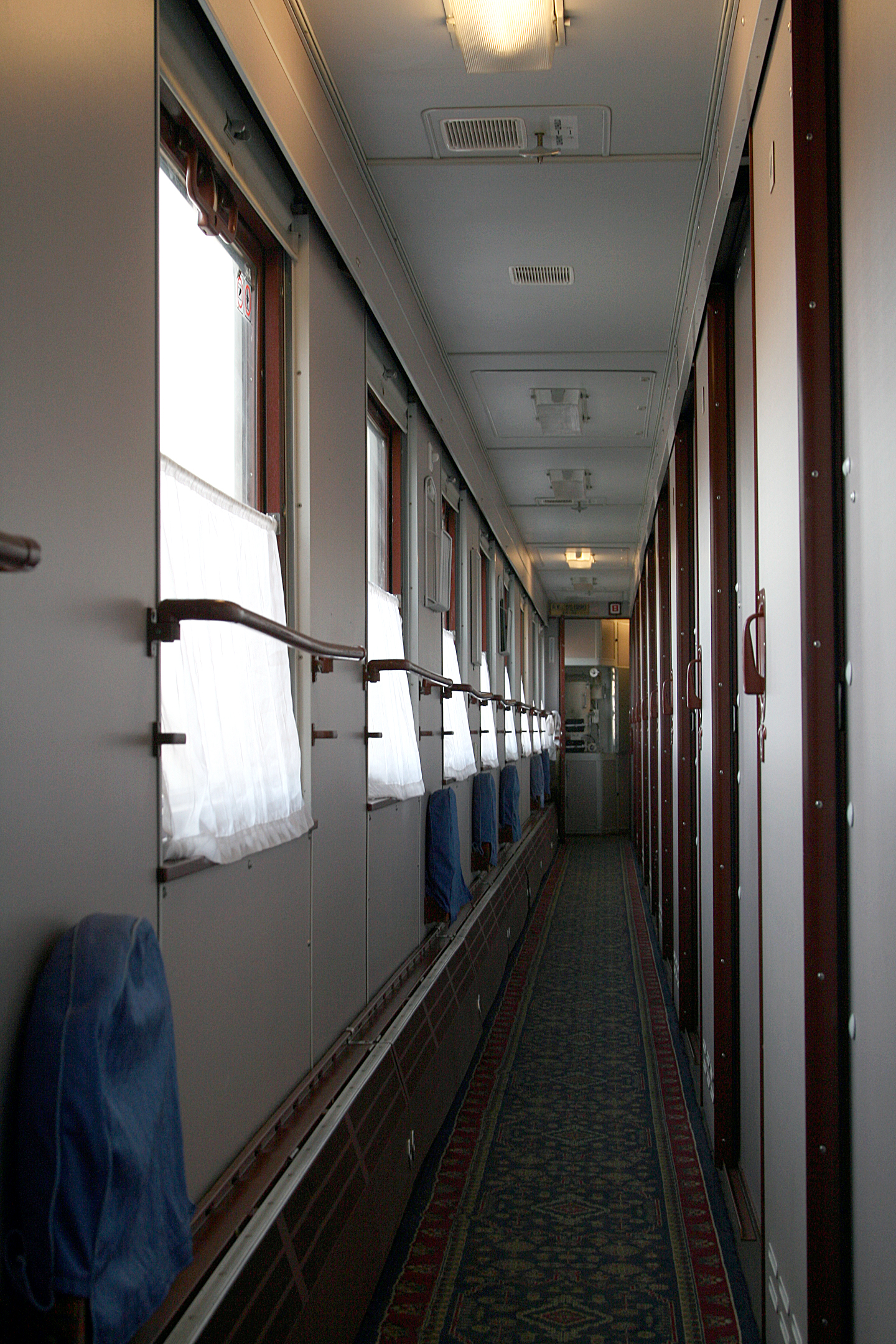
軟臥車の通路
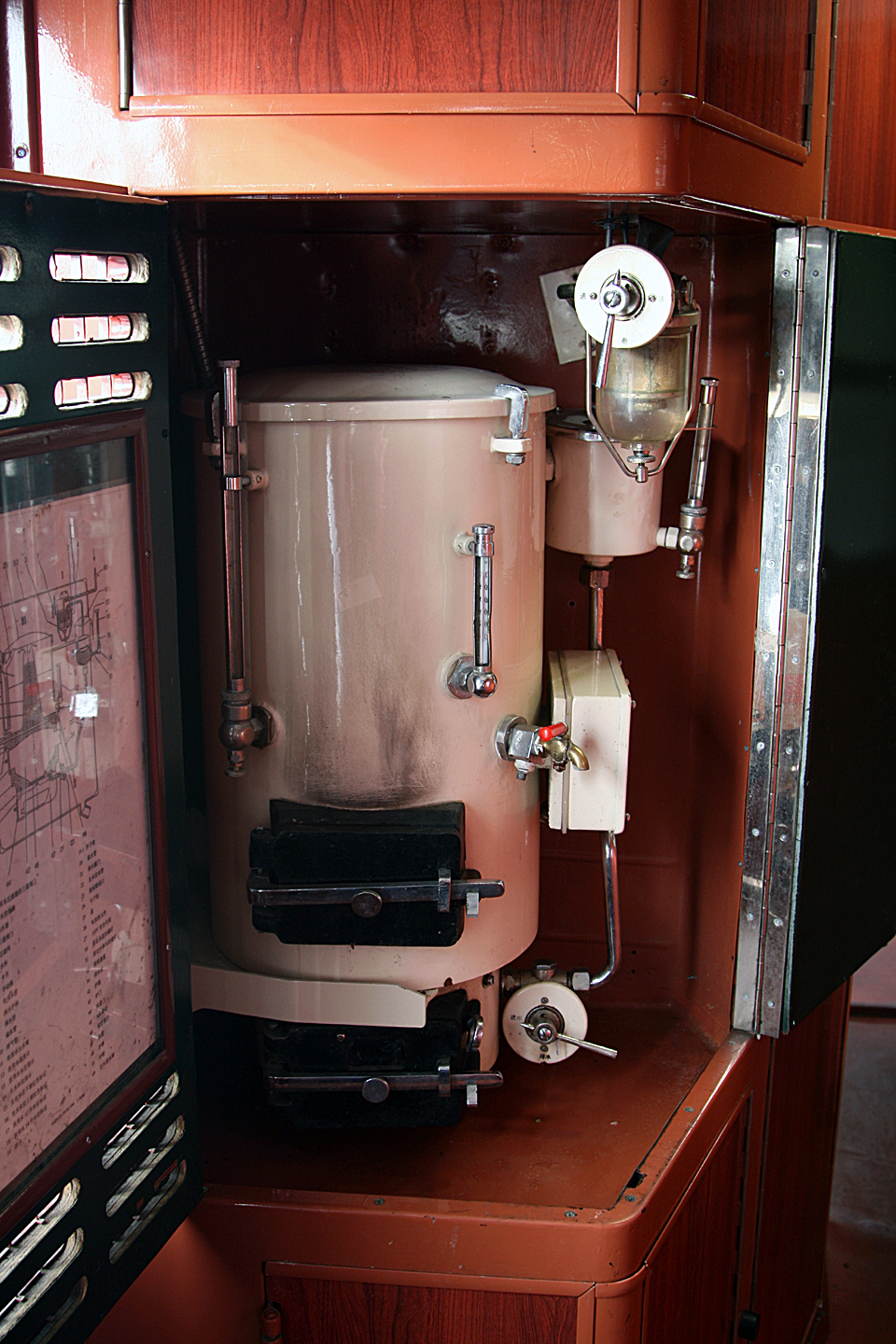
高級軟臥車の給湯器（サモワール）
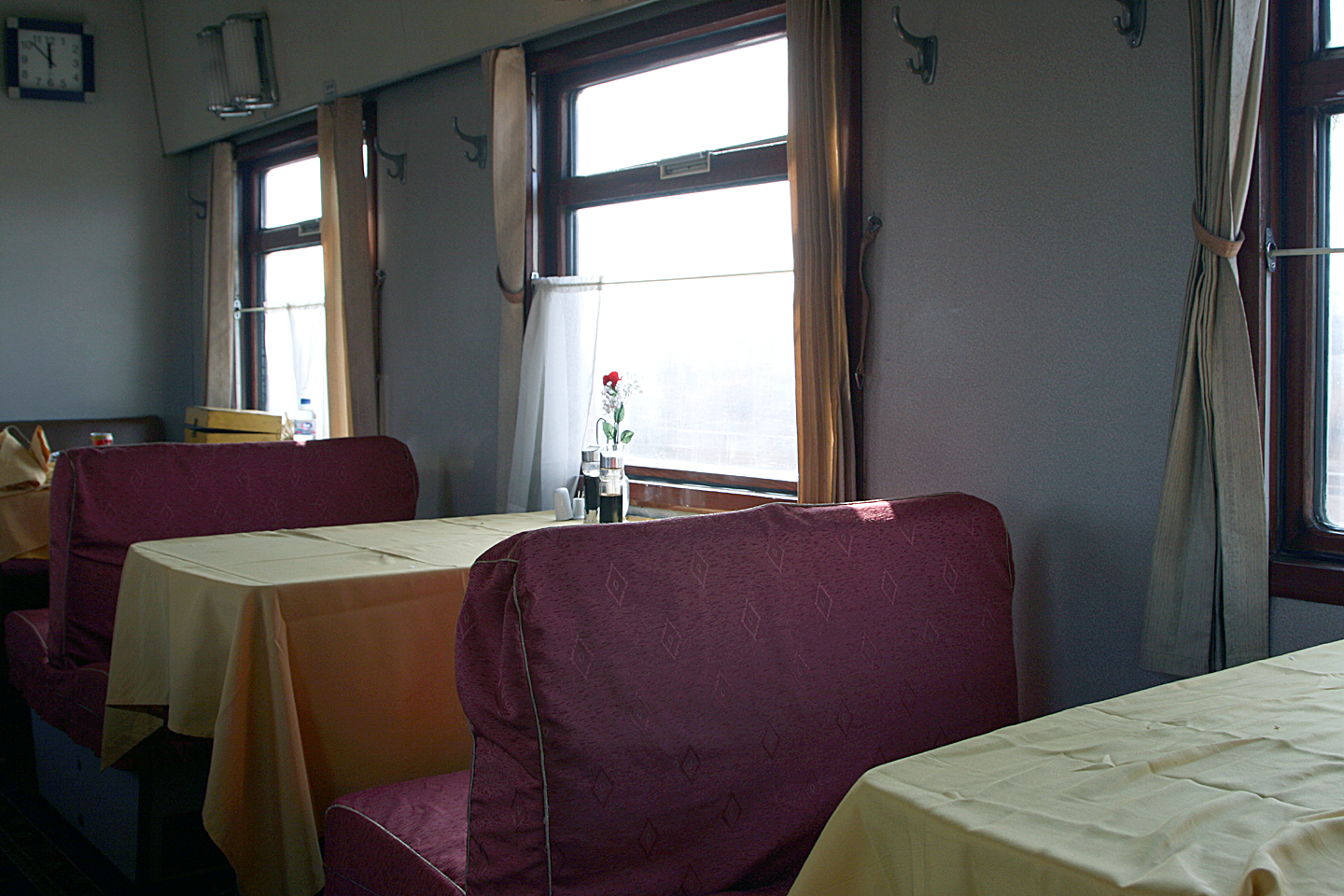
中国国内区間の食堂車
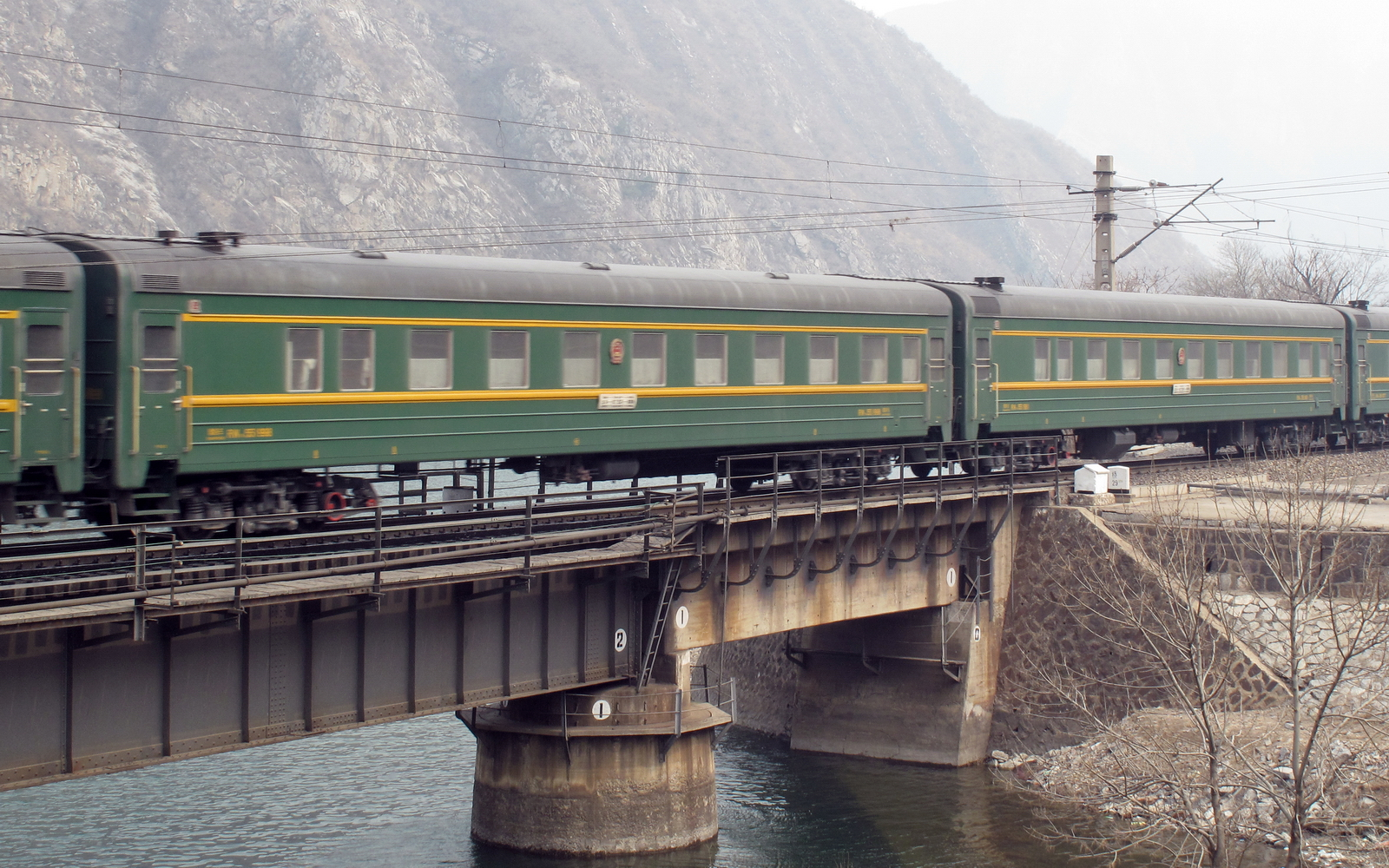
豊沙線を走るK4次列車
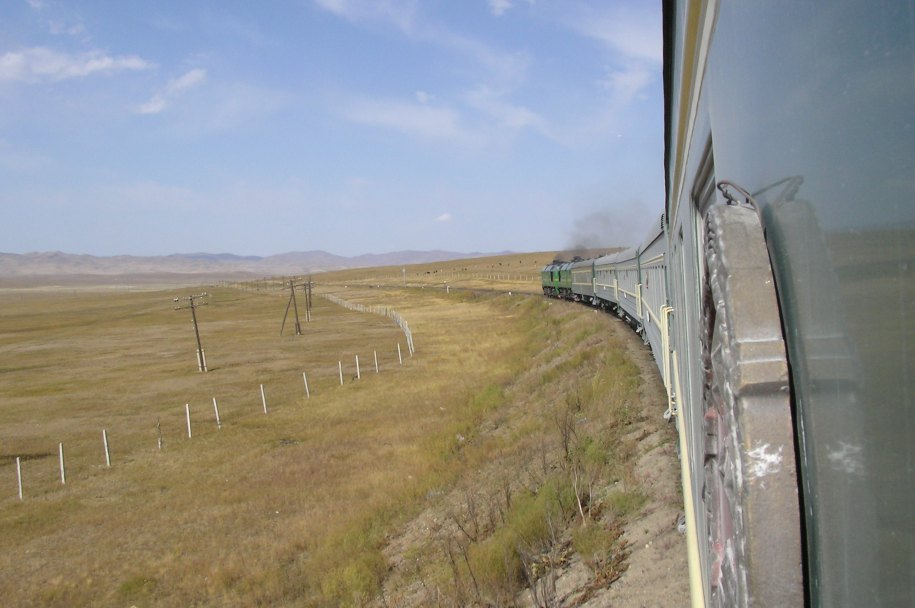
モンゴル国内を走るK3次列車
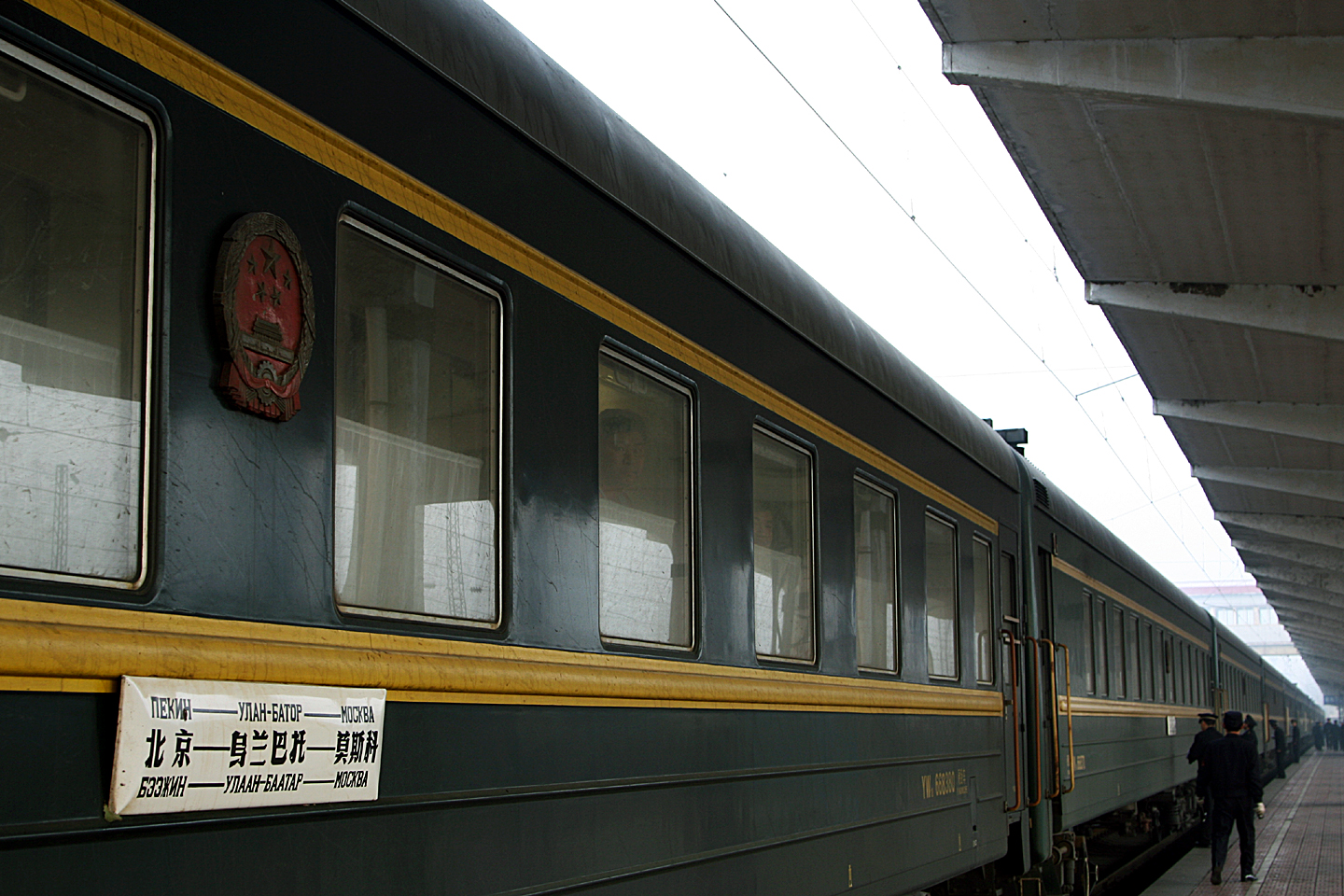
大同駅停車中のK4次列車
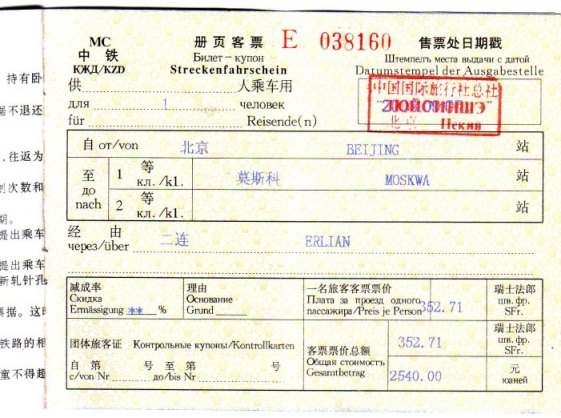
北京～モスクワ間の切符

## 時刻表
2019年12月30日現在。なお、ロシア領内は全てモスクワ時間で記してあり、北京時間およびモンゴル時間との時差は5時間である。
| K3次 （モスクワ行き） | K3次 （モスクワ行き） | K3次 （モスクワ行き）    | K3次 （モスクワ行き）    | 停車駅                                                  | K4次 （北京行き）        | K4次 （北京行き）        | K4次 （北京行き） | K4次 （北京行き） |
| 走行距離              | 曜日                  | 到着時間                 | 出発時間                 | 停車駅                                                  | 到着時間                 | 出発時間                 | 曜日              | 走行距離          |
| --------------------- | --------------------- | ------------------------ | ------------------------ | ------------------------------------------------------- | ------------------------ | ------------------------ | ----------------- | ----------------- |
| 0                     | 水曜日                | —                        | 07:27                    | 北京                                                    | 14:35                    | —                        | 月曜日            | 7819              |
| 196                   | 水曜日                | 10:46                    | 10:45                    | 張家口                                                  | 11:01                    | 11:13                    | 月曜日            | 7623              |
| 374                   | 水曜日                | ↓                        | ↓                        | 大同                                                    | ↑                        | ↑                        | 月曜日            | 7445              |
| 501                   | 水曜日                | 15:27                    | 15:43                    | 集寧南                                                  | 06:37                    | 06:55                    | 月曜日            | 7318              |
| 675                   | 水曜日                | 18:03                    | 18:05                    | ズルフ                                                  | 04:07                    | 04:09                    | 月曜日            | 7144              |
| 834                   | 水曜日                | 20:18                    | 00:59                    | エレンホト（二連）                                      | 21:00                    | 02:00                    | 日曜日            | 6985              |
| 844                   | 木曜日                | 01:25                    | 02:40                    | ザミンウード                                            | 18:50                    | 20:35                    | 日曜日            | 6975              |
| 1079                  | 木曜日                | 06:15                    | 06:35                    | サインシャンド                                          | 14:49                    | 15:20                    | 日曜日            | 6740              |
| 1306                  | 木曜日                | 10:13                    | 10:30                    | チョイル                                                | 11:22                    | 11:37                    | 日曜日            | 6513              |
| 1553                  | 木曜日                | 14:35                    | 15:22                    | ウランバートル                                          | 06:50                    | 07:30                    | 日曜日            | 6266              |
| 1725                  | 木曜日                | 17:59                    | 18:14                    | ズーンハラ                                              | 03:40                    | 03:55                    | 日曜日            | 6094              |
| 1834                  | 木曜日                | 19:54                    | 20:24                    | ダルハン                                                | 01:41                    | 01:54                    | 日曜日            | 5985              |
| 1932                  | 木曜日                | 21:50                    | 23:29 モスクワ時間 18:29 | スフバートル                                            | 22:29 モスクワ時間 17:29 | 00:14                    | 土曜日            | 5887              |
| 1955                  | 木曜日                | 19:14 モンゴル時間 00:14 | 21:04                    | ナウシキ                                                | 14:57                    | 16:47 モンゴル時間 21:47 | 土曜日            | 5864              |
| 1998                  | 木曜日                | 21:52                    | 22:00                    | ジダ                                                    | 14:11                    | 14:12                    | 土曜日            | 5821              |
| 2210                  | 金曜日                | 02:28                    | 03:13                    | ウラン・ウデ                                            | 09:58                    | 10:43                    | 土曜日            | 5609              |
|                       | 金曜日                | ↓                        | ↓                        | セレンガ川                                              | ↑                        | ↑                        | 土曜日            |                   |
| 2540                  | 金曜日                | 08:04                    | 08:09                    | スリュジャンカ                                          | 05:33                    | 05:35                    | 土曜日            | 5279              |
| 2666                  | 金曜日                | 10:13                    | 10:47                    | イルクーツク                                            | 02:43                    | 03:06                    | 土曜日            | 5153              |
| 2924                  | 金曜日                | 14:48                    | 15:10                    | ジマ                                                    | 22:31                    | 22:53                    | 金曜日            | 4902              |
| 3179                  | 金曜日                | 18:42                    | 18:55                    | ニジニウディンスク                                      | 18:45                    | 18:58                    | 金曜日            | 4647              |
| 3482                  | 金曜日                | 23:29                    | 23:51                    | イランスキー                                            | 13:51                    | 14:13                    | 金曜日            | 4344              |
|                       | 土曜日                | ↓                        | ↓                        | エニセイ川 （クラスノヤルスク橋）                       | ↑                        | ↑                        | 金曜日            |                   |
| 3761                  | 土曜日                | 03:58                    | 04:19                    | クラスノヤルスク                                        | 09:17                    | 09:38                    | 金曜日            | 4065              |
| 4146                  | 土曜日                | 09:53                    | 10:27                    | マリインスク                                            | 03:12                    | 03:46                    | 金曜日            | 3680              |
|                       | 土曜日                | ↓                        | ↓                        | トミ川                                                  | ↑                        | ↑                        | 木曜日            |                   |
| 4532                  | 土曜日                | 15:39                    | 15:57                    | ノヴォシビルスク                                        | 21:28                    | 21:46                    | 木曜日            | 3303              |
|                       | 土曜日                | ↓                        | ↓                        | オビ川 （オビ川鉄橋）                                   | ↑                        | ↑                        | 木曜日            |                   |
| 4826                  | 土曜日                | 19:18                    | 19:48                    | バラビンスク                                            | 17:46                    | 18:16                    | 木曜日            | 3000              |
| 5150                  | 土曜日                | 23:29                    | 23:45                    | オムスク                                                | 13:44                    | 14:00                    | 木曜日            | 2676              |
|                       | 日曜日                | ↓                        | ↓                        | エルティシ川                                            | ↑                        | ↑                        | 木曜日            |                   |
| 5431                  | 日曜日                | ↓                        | ↓                        | イシム川                                                | ↑                        | ↑                        | 木曜日            | 2395              |
| 5433                  | 日曜日                | 02:50                    | 03:05                    | イシム                                                  | 10:19                    | 10:34                    | 木曜日            | 2393              |
| 5722                  | 日曜日                | 06:34                    | 06:55                    | チュメニ                                                | 06:15                    | 06:35                    | 木曜日            | 2104              |
| 6048                  | 日曜日                | 11:36                    | 12:04                    | エカテリンブルク                                        | 01:12                    | 01:40                    | 木曜日            | 1778              |
| 6089                  | 日曜日                | ↓                        | ↓                        | ヨーロッパ・アジアオベリスク （ヨーロッパ・アジア境界） | ↑                        | ↑                        | 水曜日            | 1737              |
| 6429                  | 日曜日                | 17:28                    | 17:48                    | ペルミ                                                  | 19:42                    | 20:02                    | 水曜日            | 1397              |
| 6435                  | 日曜日                | ↓                        | ↓                        | カマ川                                                  | ↑                        | ↑                        | 水曜日            | 1391              |
| 6672                  | 日曜日                | 21:21                    | 21:47                    | バレジノ                                                | 15:52                    | 16:18                    | 水曜日            | 1154              |
| 6909                  | 月曜日                | 01:00                    | 01:15                    | キーロフ                                                | 11:55                    | 12:10                    | 水曜日            | 917               |
|                       | 月曜日                | ↓                        | ↓                        | ヴォルガ川                                              | ↑                        | ↑                        | 水曜日            |                   |
| 7365                  | 月曜日                | 06:48                    | 07:00                    | ニジニ・ノヴゴロド                                      | 05:37                    | 05:49                    | 水曜日            | 461               |
| 7616                  | 月曜日                | 10:36                    | 11:06                    | ウラジーミル                                            | 02:26                    | 02:52                    | 水曜日            | 210               |
| 7819                  | 月曜日                | 13:58                    | —                        | モスクワ（ヤロスラフスキー駅）                          | —                        | 23:55                    | 火曜日            | 0                 |

## 強盗事件
1990年代初頭、経済が混乱したロシアでは生活物資が不足したため、これをビジネスチャンスと見た多くの中国人がロシアへ渡った。K3/4次列車は当時、北京とモスクワを結ぶ最も便利かつ、荷物を大量に持ち込めるルートであり、K3/4次列車がロシア国内に入ると、駅に停車する度に中国人の担ぎ屋たちが商売を始め、いつもモスクワ到着前に商品を完売するという状態であった。そのような状態のため、当時のK3/4次列車には大量の米ドルを所持した担ぎ屋や不法滞在者が乗車し、それが犯罪者の目を引き付けるようになった。車内の治安は悪化し、1992年から車内で窃盗事件が発生し始め、1993年には強盗事件が発生した。
1993年5月26日、モスクワ行き3次列車が中国を出国後、規定により中国の鉄道警察官が下車したが、モンゴル入国後もモンゴルの鉄道警察官が乗務しなかった。それを知った強盗グループは他の個室に押し入り、他の乗客のパスポートや金銭を奪い、被害者に対して殴る蹴るの暴行を加えた。犯行は10時間以上に及び、強盗グループは2600米ドル、2000人民元、金の指輪4つを奪った。その後6日間、モスクワ到着までに4つの強盗グループが3次列車内で強盗行為を行い、20人以上の中国人乗客が被害を受けた。被害者の多くが負傷し、内3名の女性が強姦された。後の警察の調べによると、被害総額は7000米ドルに達し、この事件は中露列車大強盗（中俄列车大劫案）とセンセーショナルに報道された。
強盗事件発生後、駐ロシア中国大使館は秘密裡に中国共産党中央委員会へ書翰を送った。これを受けて中国公安はすぐに中露列車強盗事件専門チームを立ち上げ、専門チームはロシアと中国で大規模な捜索活動を行い、1994年末までに犯人のうち102人を逮捕した。一部の犯人は第三国に逃れたとされるが、中国公安は現在も捜査を続けている。最近でも2011年7月22日に主犯格の1人である宗立勇が北京首都国際空港で逮捕された。
その後、香港の映画監督麦当傑が、強盗事件の背景を描いた映画、『中国十大奇案之中露列車大強盗』（《中國十大奇案之中俄列車大劫案》）を制作した。主演は呂良偉で、1995年には中国本土でも公開された。

2012年1月10日には、2010年に南寧で逮捕された邵迅の裁判が北京鉄路運輸中級法院で開始された。

## 事故
1984年10月29日、北京行き4次列車が京包線土木駅附近を走行中、一台のトラクターが無人踏切に飛び出してきた。列車はすぐに急ブレーキをかけたものの、間に合わずトラクターと衝突し、トラクターに乗っていた4人が死亡、列車の3輛目から10輛目が脱線した。この事故により、京包線は40時間8分にわたって不通となり、その経済損失は293万元に及んだ。この事故が国際列車で起きたことから、事態を重く見た中国政府は鉄道部、交通部、公安部に対して鉄道踏切通行規定（铁路道口通行规定）を発布し、国際列車が通過する沿線の踏切に対して、安全確保に努めるよう指示した。

## 脚註
1. ↑  『2013.07 全国铁路旅客列车时刻表』 p358
2. ↑  北京至莫斯科国际联运列车5月24日开行50周年（簡体字中国語）
3. ↑  北京—莫斯科“国列” 大揭秘（簡体字中国語）
4. 1 2 3  神秘“东方列车”驶过中俄关系变迁（簡体字中国語）
5. ↑  『中国鉄道大全 中国鉄道10万km徹底ガイド』 p243
6. ↑  北京坐火车穿越西伯利亚（簡体字中国語）
7. ↑  “中国南車の最新客車が　国際列車として使用”. 東北サイト日本語. (2012年9月12日) 2015年11月5日閲覧。
8. ↑  “新型中俄国际列车昨起试运行 软卧旅客可洗澡”. 俄罗斯旅游中文网. (2012年9月25日) 2015年11月5日閲覧。（簡体字中国語）
9. ↑  二连站换轮确保列车通行（簡体字中国語）
10. ↑  18 年的跨国追捕：中俄列车大劫案（簡体字中国語）
11. ↑  中俄列车大劫案（簡体字中国語）
12. ↑  中俄列车大劫案主犯落网（簡体字中国語）
13. ↑  中国十大奇案之中俄列车大劫案 (1995)（簡体字中国語）
14. ↑  “中俄列车劫案案犯逃亡18年后受审 曾入寺庙出家被劝离”. 凤凰网 2013年11月5日閲覧。（簡体字中国語）